# Стара Заїмка
Стара За́їмка (рос. Старая Заимка) — село у складі Заводоуковського міського округу Тюменської області, Росія.
Населення — 613 осіб (2010, 702 у 2002).
Національний склад станом на 2002 рік:
- росіяни — 76 %